# Kemosz
Kemosz (hebr. כְּמוֹשׁ, grc. Χαμώς) – kananejskie bóstwo wojny, najważniejszy bóg Moabitów.
Kemosz należał do najstarszych bóstw semickich, jego imię w formie Kamisz pojawia się już w tekstach z Ebla z III tysiąclecia p.n.e. Podobnie brzmiący teonim, odnoszący się do bóstwa tellurycznego, znany jest także z Ugarit. Imię Kemosza pojawia się na steli Meszy, świadcząc o istnieniu jego świątyni w Dibonie. Imię Kemosza zostało poświadczone przez źródła asyryjskie w onomastyce królewskiej. Za czasów Salomona kult Kemosza pojawił się w Palestynie. Przez Babilończyków był czczony jako Nergal, zaś Grecy włączyli Kemosza do swego panteonu jako Aresa. Moabici nazywali go także Asztar-Kemosz, gdzie Asztar to męski odpowiednik Asztarte. Było to najstarsze bóstwo o dwóch imionach w Syropalestynie.
Kemosz jest kilkukrotnie wymieniany w Starym Testamencie. 2 Księga Królewska zaświadcza, że za czasów Salomona kult Kemosza został wprowadzony w Izraelu.